# Bishop (Califòrnia)
Bishop és una població dels Estats Units a l'estat de Califòrnia. Segons el cens del 2000 tenia 3.575 habitants.

## Demografia
Segons el cens del 2000, Bishop tenia 3.575 habitants, 1.684 habitatges, i 831 famílies. La densitat de població era de 788,8 habitants/km².
Dels 1.684 habitatges en un 26,2% hi vivien nens de menys de 18 anys, en un 33,5% hi vivien parelles casades, en un 11,8% dones solteres, i en un 50,6% no eren unitats familiars. En el 44,2% dels habitatges hi vivien persones soles el 19,1% de les quals corresponia a persones de 65 anys o més que vivien soles. El nombre mitjà de persones vivint en cada habitatge era de 2,08 i el nombre mitjà de persones que vivien en cada família era de 2,93.
Per edats la població es repartia de la següent manera: un 24,2% tenia menys de 18 anys, un 7,3% entre 18 i 24, un 26,5% entre 25 i 44, un 22,8% de 45 a 60 i un 19,2% 65 anys o més.
L'edat mediana era de 40 anys. Per cada 100 dones de 18 o més anys hi havia 90 homes.
La renda mediana per habitatge era de 27.338 $ i la renda mediana per família de 34.423 $. Els homes tenien una renda mediana de 23.433 $ mentre que les dones 24.545 $. La renda per capita de la població era de 17.660 $. Entorn del 14% de les famílies i el 16,3% de la població estaven per davall del llindar de pobresa.

## Poblacions més properes
El següent diagrama mostra les poblacions més properes.